# Ronald Orr
Ronald Guinness Orr Gunion, noto semplicemente come Ronald Orr (Bartonholm, 6 agosto 1876 – Kilwinning, 21 marzo 1924), è stato un calciatore scozzese, di ruolo attaccante.

## Carriera

### Club
Inizia la propria carriera calcistica nel Kilwinning Eglinton, con cui rimane per una sola annata prima di trasferirsi al Glossop. Successivamente viene acquistato dal St. Mirren, con cui mise a segno un totale di 32 reti in 67 gare ufficiali.
Nel maggio del 1901 si trasferisce al Newcastle Utd. Il giocatore ebbe subito un buon impatto, iniziando a segnare con un ritmo molto costante. Il 26 ottobre riesce a mettere a segno il suo primo poker in carriera ai danni del Notts County in una vittoria 8-0. Durante i suoi 7 anni di militanza ai Magpies ha messo a segno un totale di 68 reti in 180 presenze, vincendo tra l'altro il campionato in due occasioni, nel 1905 e nel 1907.
Nell'aprile 1908 viene acquistato dal Liverpool per 350 sterline su richiesta dell'allora tecnico Tom Watson. Il 4 aprile marca il proprio debutto ufficiale in maglia Reds, siglando l'unica marcatura della propria squadra nella rocambolesca sconfitta in casa dell'Aston Villa. Nel finale di quella stessa stagione si rese protagonista di un episodio in particolare: il Liverpool aveva bisogno di un solo punto per evitare la retrocessione e all'ultimo turno si ritrovò al St James' Park ad affrontare il Newcastle United; la gara fu poi decisa proprio da una rete di Orr al 78' minuto, garantendo di fatto la salvezza al proprio club.
Nel gennaio del 1912 torna in patria firmando per i Raith Rovers. Dopo pochi mesi viene acquistato dal South Shields, club in cui termina la propria carriera calcistica.

### Nazionale
Il 3 maggio 1902 Orr fece il proprio debutto ufficiale in Nazionale scozzese, in un match contro i rivali dell'Inghilterra valido per il Torneo Interbritannico, dove tra l'altro mise anche a segno la sua prima rete.

## Palmarès

### Club

#### Competizioni nazionali
- Campionato inglese: 2

Newcastle: 1904-1905, 1906-1907